# La Poste
La Poste — почтовая организация Франции в форме общественного учреждения торгово-промышленного характера, создана в 1991 году в результате реорганизации Министерства почт и телекоммуникаций.

## История
Система почтовых станций во Франции была учреждена королём Людовиком XI в 1477 году для доставки королевской корреспонденции. В 1533 году были установлены регулярные почтовые маршруты между Францией, Англией и Швейцарией. В 1597 году была учреждена почтовая служба для частных лиц. В 1786 году была создана внутригородская почтовая служба (начиная с Парижа), до этого почта доставлялась только между городами. С момента создания право доставлять почту продавалось частным лицам, окончально государственной почтовая служба стала в 1804 году, когда она была поставлена в подчинение министерства финансов. В 1817 году была внедрена услуга почтовых переводов. В декабре 1848 года во Франции были введены почтовые марки. В 1861 году началось регулярное почтовое сообщение с Индокитаем, в 1864 году — с США, Мексикой и Вест-Индией, в 1866 году — с Южной Америкой и Западной Африкой.
В 1879 году было создано Министерство почт и телекоммуникаций Франции, объединившее почтовую службу и телеграф, в 1889 году ему в подчинение была поставлена телефония. В апреле 1881 года в подчинении Министерства была создана Caisse Nationale d’Epargne (Национальная сберегательная касса), каждое почтовое отделение стало оказывать банковские услуги. С 1912 года началось развитие авиапочты, к 1930 году почтовые авиарейсы выполнялись из Франции в Северную и Южную Америку и Индокитай. В 1964 году во Франции были введены почтовые индексы, а в 1973 году в Орлеане открылся первый автоматический сортировочный центр. В 1971 году в составе Министерства было сформировано 2 департамента — почт и телекоммуникаций. С 1981 года началось предоставление услуг факсимильной связи, а в 1986 году была запущена услуга экспресс-доставки Chronopost.

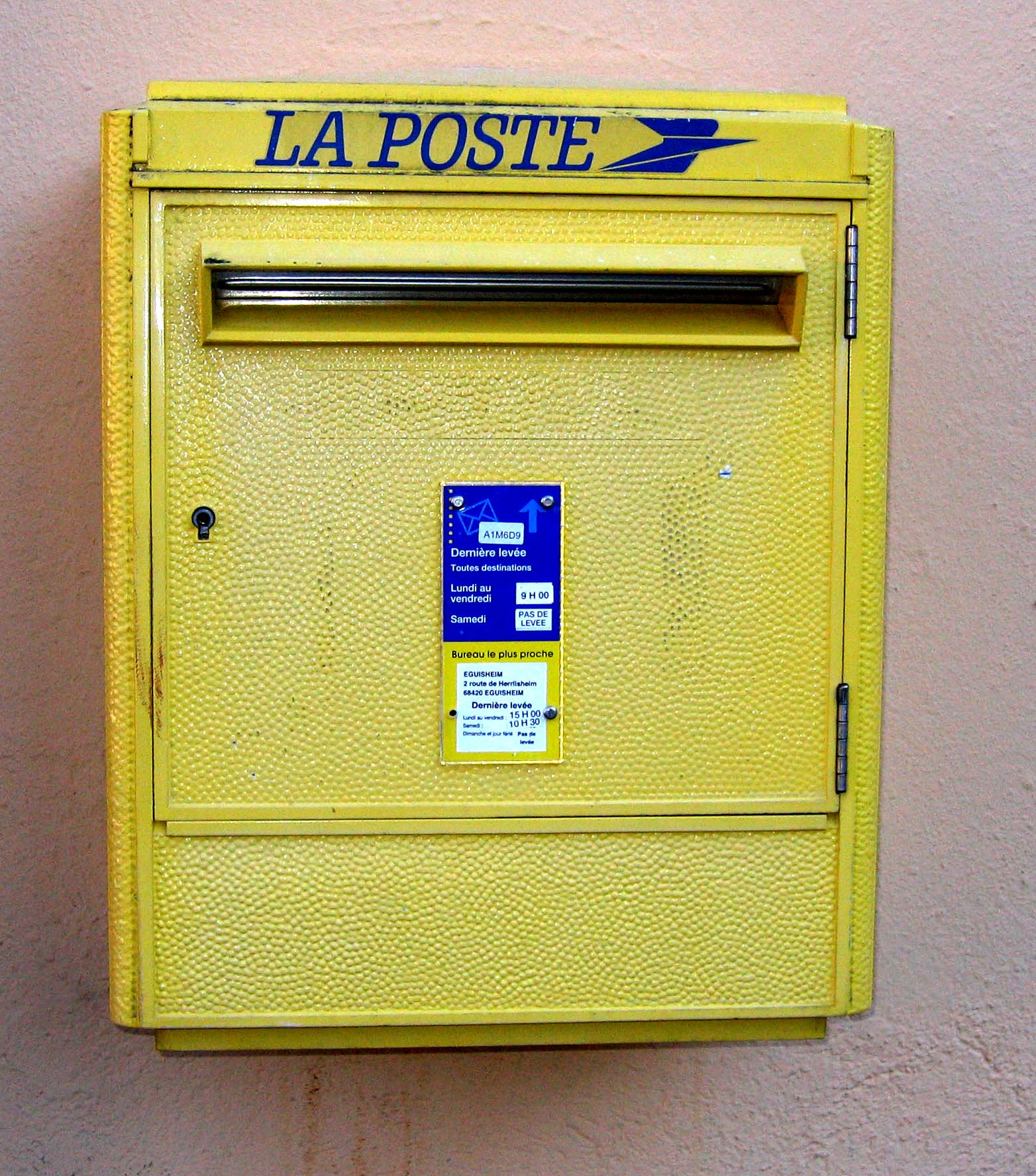
Почтовый ящик La Poste периода 1980-х — 1990-х годов

В 1990 году Министерство почт и телекоммуникаций Франции было разделено на 2 самостоятельные организации: La Poste и France Telecom. В том же году La Poste получила право оказывать страховые услуги, это было связано с падением доли на рынке сберегательных вкладов с 30 % в 1950 году до 12 % в 1988 году. В 1991 году La Poste стала независимой общественной компанией. В 1998 году была куплена немецкая почтовая компания Denkhaus. В 2000 году было создано логистическое подразделение GeoPost. В том же году La Poste в своих отделениях начала предоставлять бесплатные услуги электронной почты и доступа к интернету. В 2001 году была поглощена немецкая компания экспресс-доставки Deutsche Paket Dienst (DPD).
В начале 2006 года подразделение финансовых услуг было преобразовано в дочернюю компанию La Banque postale, с 2007 года банк начал выдавать потребительские кредиты, с 2009 года начал предоставлять страховые услуги, с 2011 года начал обслуживать корпоративных клиентов.
В марте 2020 года произошло слияние La Banque postale со страховой компанией CNP Assurances, в результате активы банка выросли с 272 млрд евро до 737 млрд. Прежний крупнейший акционер CNP Assurances, государственный инвестиционный фонд Caisse des Dépôts et Consignations, обменял свою долю в компании (41 %) на увеличение доли в La Poste до 66 % (остальные принадлежат государству напрямую).
В феврале 2024 года виртуальный мобильный оператор La Poste Telecom был продан за 950 млн евро компании Bouygues Telecom; он был совместным предприятием La Poste (51 %) и SFR (49 %) и обслуживал 2,3 млн абонентов.

## Собственники и руководство
La Poste является государственным предприятием, у него 2 акционера: Caisse des Dépôts et Consignations (66 %) и правительство Франции (34 %).
- Филипп Валь (Philippe Wahl, род. 11 марта 1956 года) — председатель совета директоров и генеральный директор с сентября 2013 года, в La Poste Groupe с 2001 года.

## Деятельность

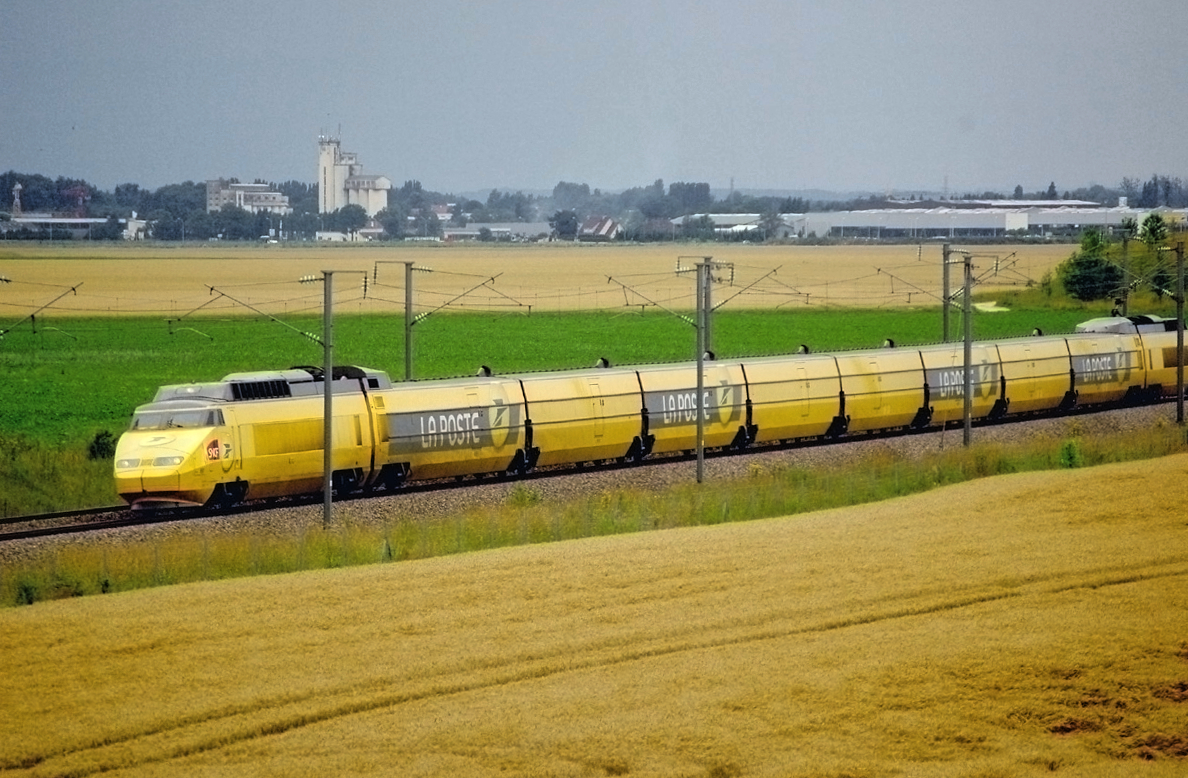
Почтовый поезд TGV

Помимо европейской части Франции, компания оказывает почтовые услуги во французских заморских регионах Реюньон, Гваделупа, Мартиника и Французская Гвиана, а также в заморских сообществах Сен-Пьер и Микелон и Майотта, а также в Монако, а в Андорре доставляет почту наряду с Почтой Испании. Почтовые марки французской La Poste имеют хождение в заморских регионах, но не в заморских сообществах Франции, которые выпускают собственные марки отдельно от метрополии. Кроме услуг почтовой связи, La Poste также предоставляет банковские услуги, а через Chronopost — и услуги курьерской связи. Доставка посылок осуществляется под торговой маркой Colissimo. Компанией также оказываются услуги электронной почты. После правительства La Poste Groupe является вторым по величине работодателем во Франции.
Выручка за 2023 год составила 34,07 млрд евро. Основные подразделения:
- Доставка корреспонденции и посылок — почтовые услуги во Франции, выручка 9,94 млрд евро;
- GeoPost — экспресс-почта во Франции, Великобритании, Германии, Италии, Польше и ряде других стран, выручка 15,68 млрд евро;
- La Banque postale — почтовый банк, банковские и страховые услуги розничным клиентам, корпоративный банкинг, управление активами, помимо Франции работает в некоторых странах Европы и Латинской Америки, выручка 7,26 млрд евро;
- Розничные клиенты и цифровые услуги — выручка 6,55 млрд евро.